# توم كلارك (شاعر)
توم كلارك (بالإنجليزية: Tom Clark)‏ هو شاعر أمريكي، ولد في 1 مارس 1941 في Near West Side, Chicago ‏ في الولايات المتحدة، وتوفي في 18 أغسطس 2018 بسبب حادث مرور.

## وصلات خارجية
- توم كلارك على موقع ميوزك برينز (الإنجليزية)
- توم كلارك على موقع ديسكوغز (الإنجليزية)